# 10 (tổng Bosnia)
Tổng 10 là tổng thứ 10 của Liên bang Bosna và Hercegovina, năm ở phía tây của Bosnia, giáp biên giới với các hạt Lika-Senj, Zadar, Šibenik-Knin và Split-Dalmatia của Croatia. Thủ phủ là Livno.
Tổng này có diện tích 4.934 km², chiếm 1/10 diện tích Bosnia-Herzegovina. Theo điều tra dân số năm 1991, tổng này có diện tích 115.726 người còn hiện nay dân số là 90.000. Địa chất địa hình tổng này có đặc trưng nhiều khu vực carxtơ.

## Các đô thị
Tổng này bao gồm 6 đô thị: Drvar, Bosansko Grahovo, Glamoč, Kupres, Livno, Tomislavgrad.

## Dân tộc
Dân tộc đông nhất là người Croatia, đông nhì là người Serbia. Năm 2003, cơ cấu dân số của tổng như sau:
- 66.138 người Croatia (79,0%)
- 10.377 người Serbi (12.4%)
- 6.860 người Bosnia (8.2%)